# Stitches
Philip Nickolas Katsabanis, känd som Stitches, född 17 juni 1995 i Miami, Florida, är en amerikansk hiphop-artist. Han blev känd för sin låt "Brick in you face" Innan han kallade sig för Stitches var hans artistnamn Lil Phil,
2014 släppte han sitt första album "No Snitching Is My Statement"

## Privatliv
Philip Nickolas Katsabanis föddes 17 juni 1995 i Miami, Florida. Hans föräldrar heter Esther och Alexander Katsabansis och har Kubansk och Grekisk härkomst. Philip hävdar att han började sälja vapen och droger när han var tonåring för att försörja sig. Katsabanis är gift och har tre barn. I januari 2016 bekräftade flera nyhetskanaler att Stitches hade blivit vräkt från sitt hem därför att han inte betalade sin hyra. Hyran hade inte betalats på tre månader och kostnaden blev totalt 8,000 dollar (72,000 i svenska kronor)
25 januari 2017 blev Philip arresterad för innehav av droger och olaga vapeninnehav. Han parkerade sin bil på en handikapparkering och en polis såg när han backade ut från parkeringsplatsen. Philip gav tjänstemannen en joint och nekade till att det fanns vapen i bilen. När polisen sökte igenom fordonet hittade de ett skjutvapen, en burk med marijuana och ett oxikodonpiller utan recept.    

## Diskografi

### Mixtapes
- No Snitching Is My Statement (2014)[11][12]
- Brick Bible (2015)
- Supply & Demand (2015)
- The Trap House-EP (2017)

### Album
- For Drug Dealers Only (2015)
- Tales Of A Drug Lord (2016)
- Cocaine Holiday (2017)
- I Need Rehab (2017)